# تولامولول
تولامولول وهو أحد حاصرات المستقبل بيتا الودي.